# 斑點真寄居蟹
斑點真寄居蟹（学名：Dardanus megistos）为活額寄居蟹科真寄居蟹屬下的一个种。